# 분 (시간)
시간에서 분(分, 기호: min)은 시간을 측정하거나 나타내는 단위의 하나이다. SI 단위는 아니지만 SI와 같이 사용된다.

## 개요
1분은 1시간의 1/60이고, 1초의 60배이다. 그러나 협정 세계시(UTC)에 윤초가 적용될 경우 1분은 59초 또는 61초가 된다. 기호는 영어 minute를 줄인 min이다. 프라임 부호 '를 기호로 사용하는 경우도 있지만, 프라임 기호는 각도 분로도 사용된다. 미터로 사용되는 m와 혼동을 일으키지 않는 경우에 m을 기호로 사용할 수도 있다.

## 역사
고대에 시간의 기본 단위는 날(또는 하루)였다. 이것을 24로 분할하여 시간(또는 시)이라는 단위가 태어났고, 나중에 좀더 세분화된 시간이 필요하여 ‘분’(分)과 ‘초’(秒)라는 단위가 만들어졌다. ‘분’과 ‘초’라는 단위가 가장 먼저 나타난 때는 정밀한 기계식 시계가 발명된 1250년경이다. 분을 나타내는 영어 단어 minute는 라틴어로 ‘첫 번째 작은 부분들’이라는 의미의 ‘파르스 미누타 프리마’(pars minuta prima)에서, 초를 나타내는 단어 second는 ‘두 번째로 작은 부분들’이라는 의미의 라틴어 ‘파르테스 미누타이 세쿤다이’(partes minutae secundae)에서 유래했다.

## 같이 보기
- 국제단위계
- 크기 정도 (시간)